# Elisabeth Novotny
Elisabeth Novotny, född 15 januari 1985 i Stockholm i Sverige, är en svensk tiodansare.
Elisabeth Novotny dansar tiodans sedan januari 2006 med Yvo Eussen. Tillsammans har de vunnit:
- 8 SM-guld i 10-dans, 2006–2013 [3] [2]
- 4 SM-guld och 2 silver i standarddans[2]
- 1 SM-guld och 4 silver i latin. [2][1]
- 4:a på VM i Tiodans 2013-11-29 [1]
- 7:a på VM i latin american showdance 2014

Elisabeth Novotny medverkade i Let's Dance 2014 där hon dansade tillsammans med Simon Kachoa. Hon har även medverkat och dansat i andra TV-program som Nyhetsmorgon, Malou efter 10, Sommarkrysset och Time Out.
Elisabeth Novotny är medlem i showgruppen "Move Your Feet" som är aktuell med dansikalen "En dans på rosor". Elisabeth Novotny driver det egna företaget "Elisabeth Novotny Frilans" och tar uppdrag som dansare, showartist och dansinstruktör.